# Riodina lysippoides
Riodina lysippoides är en fjärilsart som beskrevs av Berg 1882. Riodina lysippoides ingår i släktet Riodina och familjen Riodinidae. Inga underarter finns listade.